# Parque de Beisbol Kukulcán
El Parque de Beisbol Kukulcán es un estadio de béisbol localizado en Mérida, Yucatán, México. Es casa de los Leones de Yucatán, equipo que forma parte de la Liga Mexicana de Béisbol (LMB).

## Historia
Debe su nombre al dios Kukulcán de la mitología maya, cuyo nombre significa «serpiente emplumada», por lo que el estadio también es llamado a veces con este nombre. También se le conoce como «la cueva» debido al nombre del equipo.
El primer partido disputado fue en la inauguración de la temporada 1982 ante los Piratas de Campeche. En sus inicios, fue considerado el mejor estadio de la liga.
A lo largo de toda su historia han jugado en él personajes históricos del béisbol mexicano y han sucedido muchos acontecimientos importantes, destacando el juego perfecto en play-offs de Óscar Rivera en 2005, el segundo campeonato del equipo en 1984 y el tercer campeonato de los melenudos con un home run de Jesús Castillo en la 14.ª entrada frente a los Sultanes de Monterrey en el 2006.
En el año 2015 se dio a conocer que a partir de esta temporada el inmueble tendría el nombre de Parque Kukulcán Alamo, al confirmarse el convenio comercial de 5 años con la firma estadounidense rentadora de autos.

### Remodelaciones
El 11 de febrero de 2016 el entonces gobernador Rolando Zapata Bello y la directiva del equipo presentaron el proyecto de remodelación del inmueble, con una inversión en conjunto de más de 30 millones en su primera etapa.
En 2024 el entonces presidente Andrés Manuel López Obrador anunció una remodelación con el fin de aumentar el aforo del estadio a 16 mil 537 personas, siendo los trabajos ejecutados por el Ejército Mexicano. Dentro de estas obras se añadieron nuevas zonas de bares, taquillas, instalaciones de accesibilidad y una tienda de souvenirs de Leones de Yucatán. Dichas obras fueron inauguradas el 25 de abril de 2025.